# David Leon
David Jeremy Leon (Newcastle, 1980) es un actor y director inglés. Como actor es conocido por aparecer en la película debut de Rankin como director, The Lives of the Saints, como Othello y en la película RocknRolla de Guy Ritchie. De 2011 a 2014, fue coprotagonista junto con Brenda Blethyn en la serie de detectives Vera, reapareciendo en ella en 2024. David ha dirigido cortometrajes como Father, Man and Boy y Orthodox. En el 2015 dirigió su primer largometraje, también llamado Orthodox.

## Biografía
David Leon, nacido el 24 de julio de 1980 en Newcastle (Inglaterra), donde su madre (Ann J. Brown) era secretaria y su padre (Anthony N. Leon) trabajaba en una central eléctrica. Jugó al fútbol durante un corto periodo de tiempo en el  Blackburn Rovers F.C. y es un gran fan del Newcastle United.   Es licenciado en el Teatro de Juventud Nacional. Actualmente reside en Londres.

## Carrera
Leon dejó la escuela de arte dramático para rodar la película Alexander con Oliver Stone en Marruecos.
En 2006 obtuvo un papel importante en la película These Foolish Things, junto a Terence Stamp, Lauren Bacall y Anjelica Huston.
De 2011 a 2014 interpreta, en 16 episodios, al sargento Joe Ashworth en la serie de detectives británica Vera, junto con Brenda Blethyn, reapareciendo como detective en tres episodios de 2024.
El tercer cortometraje de Leon como guionista y director, Orthodox, estuvo nominado en varios festivales internacionales incluido el 58.º BFI Festival de cine de Londres. La versión extendida fue completada en 2015.

## Filmografía

### Director
- 2009: Father (corto) (codirector con Marcus McSweeney)
- 2010: Man and Boy (cortos) (codirector con Marcus McSweeney) - Mejor corto narrativo, Tribeca Festival de cine[8]
- 2012: Orthodox (corto)
- 2015: Orthodox

### Productor
- 2009: Father (corto)
- 2010: Man and Boy (cortos)
- 2012: Orthodox (corto)
- 2015: Orthodox

### Actor
- 2004: Alejandro Magno  como Hermolaous
- 2004-2005: Cutting it como Troy Gillespie (serie de televisión) - 12 episodios
- 2006: These Foolish Things como Robin Gardner
- 2006: The Wild West como Billy el Niño (televisión miniseries)
- 2006: The Lives of the Saints como Othello
- 2006: Strictly Confidential como Jeff (serie de televisión) - 1 episodio
- 2007: Clapham Cruce como Alfie Carretero (película de televisión)
- 2008: Love Me Still  como Freddie
- 2008: RocknRolla como Malcolm
- 2010: Coming Up  como Dan (serie de televisión) - 1 episodio
- 2011-2014 y 2024: Vera (serie de televisión)
  - como DS Joe Ashworth - 16 episodios (Serie 1-4)
  - como DI Joe Asworth - 3 episodios (Serie 13)
- 2013: Walking with the Enemy como Lajos
- 2013: Grace and Danger como Cifaretto
- 2015: Refugiados como Álex

## Teatro
- 2010: Polar Bears como Jesus.